# Henk van Gelderen
Hendrik Bernard "Henk" van Gelderen (Enschede, 5 november 1921 – Enschede, 24 juli 2020) was een Nederlands ondernemer en verzetsstrijder. Hij was directeur van de NV Stoomweverij Nijverheid in Enschede.

## Levensloop

### Jonge jaren en achtergrond
Van Gelderen was van joodse afkomst. Hij ging naar de Enschedese Schoolvereniging (1927-1934) en het Enschedees Lyceum (1934-1939). In 1939 ging hij naar Amsterdam om economie te studeren. Hij woonde in de Hacquartstraat met Ivo Schöffer, die geschiedenis studeerde.
De textielindustrie was vroeger in handen van katholieken en gereformeerden, voor joden was het moeilijk om werk te vinden zodat ze meestal zelfstandig ondernemer werden. De NV Stoomweverij Nijverheid werd in 1912 overgenomen door zijn grootvader Marcus Levie van Gelderen (1858-1939), die op jonge leeftijd van Maassluis naar Twente trok waar hij aanvankelijk als boekhouder werkte. Na diens overlijden in 1939 ging de leiding over in de handen van Marc's vier zonen.

### Oorlogsjaren
De Duitse bezetter nam echter het beheer van de Nijverheid over. De familie Van Gelderen dook onder maar vier familieleden werden later opgepakt en op transport gesteld. Zij overleefden de oorlog niet. Het bedrijf kreeg een nieuwe directie, het liep goed want er kwamen grote opdrachten uit Duitsland binnen, onder meer in 1942 voor het maken van ruim 500.000 Jodensterren, zoals Van Gelderen na de oorlog ontdekte. Hij maakte die ontdekking niet wereldkundig, zodat Loe de Jong bleef denken dat ze in het getto van Łódź waren gefabriceerd.
Op 13 september 1941 werden in een razzia 150 mannen in Enschede en andere plaatsen in Twente opgepakt als vergelding voor het voor de tweede keer doorsnijden van kabels van de Wehrmacht, en van die groep werden 105 Joden op transport gesteld naar concentratiekamp Mauthausen. De onrust in Enschede steeg. Vanaf april 1942 moesten de joden de Jodenster dragen, en in juni 1942 moesten ze allemaal hun fiets inleveren. In augustus moesten joden jonger dan 60 jaar zich aanmelden voor de werkkampen. Drie weken later werd er een razzia gehouden om achterblijvers op te pakken. In de nacht van 2-3 oktober werden zij per trein naar kamp Westerbork gebracht.
Toen de oorlog begon was Henk van Gelderen in Amsterdam economie aan het studeren en hij weigerde zich te registreren toen rijkscommissaris Seyss-Inquart op 10 januari 1941 de verordening had uitgevaardigd dat ‘personen van geheel of gedeeltelijk joodschen bloede’ zich moesten registreren. Hij was lid van verzetsgroep Rolls Royce en hielp het verzet met het maken van goede valse persoonsbewijzen (PB). Hij had zelf een vals persoonsbewijs waarop zijn geboortedatum 1928 was, daarmee was hij te jong voor de Arbeitseinsatz en nog 3 andere valse persoonsbewijzen. Hij stond bekend als 'Jantje Pap'. Henk van Gelderen zorgde er bijvoorbeeld voor dat Milo Anstadt, diens vrouw Lidy Anstadt, en zuster Sera Anstadt in 1944 persoonsbewijzen kregen met corresponderende persoonskaarten bij het bevolkingsregister. Hij woonde onder meer aan de Amstel 93 waar van februari 1941 tot juli 1943 de Joodse Raad voor Amsterdam gevestigd was. Daar moesten joden hun jodenster kopen.

### Na de oorlog
Na de oorlog trouwde hij met een dochter van de Joodse textielfamilie Menko. Hij werd directeur van de Stoomweverij Nijverheid in Enschede. In 1954 liet het echtpaar Van Gelderen-Menko onder architectuur van Hein Salomonson een huis bouwen op het bedrijfsterrein; in die tijd was er een stuk grond bij van vijf hectare. Het echtpaar woonde er in 2014 nog, de tuin was een stuk kleiner geworden.
In 1964 fuseerde het bedrijf met twee andere textielbedrijven: P.F. van Vlissingen & Co. en Ankersmit's Textielfabrieken, waarna de werkzaamheden werden voortgezet onder de naam Texoprint, en later onder de naam Vlisco. Henk van Gelderen ging mee in de fusie.
In maart 2020 werd Henk van Gelderen benoemd tot ereburger van Enschede voor zijn vele maatschappelijke verdiensten voor de stad. Hij kreeg uit handen van burgemeester Onno van Veldhuizen een oorkonde. In juli 2020 overleed hij op 98-jarige leeftijd.